# Atletica leggera alla XXVII Universiade
Le gare di atletica leggera della XXVII Universiade si sono disputate a Kazan', in Russia, dal 7 al 12 luglio 2013.

## Podi

### Uomini
| Specialità               | Oro                                                                                    | Risultato | Argento                                                                              | Risultato | Bronzo                                                                            | Risultato |
| ------------------------ | -------------------------------------------------------------------------------------- | --------- | ------------------------------------------------------------------------------------ | --------- | --------------------------------------------------------------------------------- | --------- |
| 100 m                    | Anaso Jobodwana                                                                        | 10"10     | Ryōta Yamagata                                                                       | 10"21     | Hua Wilfried Serge Koffi                                                          | 10"21     |
| 200 m                    | Anaso Jobodwana                                                                        | 20"00     | Rasheed Dwyer                                                                        | 20"23     | Shōta Iizuka                                                                      | 20"33     |
| 400 m                    | Vladimir Krasnov                                                                       | 45"49     | Anderson Henriques                                                                   | 45"50     | Nicholas Maitland                                                                 | 45"63     |
| 800 m                    | Nijel Amos                                                                             | 1'46"53   | Jozef Repčík                                                                         | 1'47"30   | Andreas Vojta                                                                     | 1'47"31   |
| 1500 m                   | Valentin Smirnov                                                                       | 3'39"39   | Jeremy Rae                                                                           | 3'39"45   | Jeremiah Motsau                                                                   | 3'39"51   |
| 5000 m                   | Hayle İbrahimov                                                                        | 13'35"89  | Paul Chelimo                                                                         | 13'37"09  | Richard Ringer                                                                    | 13'37"18  |
| 10000 m                  | Stephen Mokoka                                                                         | 28'45"96  | Anatolij Rybakov                                                                     | 28'47"27  | Evgenij Rybakov                                                                   | 28'47"28  |
| 110 m ostacoli           | Eddie Lovett                                                                           | 13"43     | Konstantin Šabanov                                                                   | 13"46     | Sergej Šubenkov                                                                   | 13"47     |
| 400 m ostacoli           | Martin Kučera                                                                          | 49"79     | Amadou Ndiaye                                                                        | 49"90     | Ian Dewhurst                                                                      | 49"96     |
| 3000 m siepi             | Il'gizar Safiullin                                                                     | 8'32"53   | Sebastián Martos Roa                                                                 | 8'37"94   | Patrick Nasti                                                                     | 8'38"41   |
| Staffetta 4x100 m        | Ucraina Ruslan Perestjuk Serhij Smelyk Ihor Bodrov Vitalij Korž                        | 38"56     | Giappone Ryōta Yamagata Yousuke Hara Rui Yonaguni Shōta Iizuka                       | 39"12     | Polonia Jakub Adamski Dariusz Kuć Artur Zaczek Kamil Kryński                      | 39"29     |
| Staffetta 4x400 m        | Russia Maksim Dyldin Dmitrij Burjak Radel' Kašefrazov Vladimir Krasnov                 | 3'03"70   | Canada Benjamin Ayesu-Attah Brendon Rodney Michael Robertson Tyler Harper            | 3'05"26   | Sudafrica Pieter Conradie Jacques de Swardt Pieter Beneke Wayde van Niekerk       | 3'06"19   |
| 20 km marcia             | Andrej Krivov                                                                          | 1h20'47"  | Ruslan Dmytrenko                                                                     | 1h20'54"  | Denis Strelkov                                                                    | 1h21'32"  |
| 20 km marcia a squadre   | Russia Valerij Filipčuk Andrej Krivov Konstantin Kulagov Andrej Ruzavin Denis Strelkov | 4h04'31"  | Ucraina Ruslan Dmytrenko Ihor Hlavan Nazar Kovalenko Ivan Losjev                     | 4h08'09"  | Canada Evan Dunfee Iñaki Gómez Benjamin Thorne                                    | 4h20'35"  |
| Mezza maratona           | Sibabalwe Gladwin Mzazi                                                                | 1h03'37"  | Stephen Mokoka                                                                       | 1h03'37"  | Shogo Nakamura                                                                    | 1h04'21"  |
| Mezza maratona a squadre | Sudafrica Stephen Mokoka Sibabalwe Gladwin Mzazi Xolisane Zamkele                      | 3h12'52"  | Giappone Toshikatsu Ebina Shota Hattori Shogo Nakamura Yuta Shitara Hiroki Yamagishi | 3h14'02"  | Russia Artëm Aplačkin Jurij Čečun Andrej Lejman Evgenij Piščalov Anatolij Rybakov | 3h16'38"  |
| Salto in alto            | Sergej Mudrov                                                                          | 2,31 m    | Andrij Procenko                                                                      | 2,31 m    | Wang Yu                                                                           | 2,28 m    |
| Salto con l'asta         | Gavin Kendricks                                                                        | 5,60 m    | Seito Yamamoto                                                                       | 5,60 m    | Nikita Filippov                                                                   | 5,50 m    |
| Salto in lungo           | Luis Rivera                                                                            | 8,46 m    | Aleksandr Men'kov                                                                    | 8,42 m    | Marcos Chuva                                                                      | 8,15 m    |
| Salto triplo             | Viktor Kuznjecov                                                                       | 17,01 m   | Aleksej Fëdorov                                                                      | 16,89 m   | Evgenij Ektov                                                                     | 16,57 m   |
| Getto del peso           | Aleksandr Lesnoj                                                                       | 20,30 m   | Inderjeet Singh                                                                      | 19,70 m   | Valerij Kokoev                                                                    | 19,65 m   |
| Lancio del disco         | Ronald Julião                                                                          | 63,54 m   | Giovanni Faloci                                                                      | 62,23 m   | Hleb Sidorčenko                                                                   | 62,16 m   |
| Lancio del martello      | Paweł Fajdek                                                                           | 79,99 m   | Marcel Lomnický                                                                      | 78,73 m   | Sergej Litvinov                                                                   | 78,08 m   |
| Tiro del giavellotto     | Dmitrij Tarabin                                                                        | 83,11 m   | John Robert Oosthuizen                                                               | 81,63 m   | Fatih Avan                                                                        | 81,24 m   |
| Decathlon                | Thomas Van der Plaetsen                                                                | 8164 pt.  | Sergej Sviridov                                                                      | 7939 pt.  | Brent Newdick                                                                     | 7611 pt.  |

### Donne
| Specialità               | Oro                                                                            | Risultato | Argento                                                                                      | Risultato | Bronzo                                                                          | Risultato |
| ------------------------ | ------------------------------------------------------------------------------ | --------- | -------------------------------------------------------------------------------------------- | --------- | ------------------------------------------------------------------------------- | --------- |
| 100 m                    | Aurieyall Scott                                                                | 11"28     | Lina Grinčikaitė                                                                             | 11"32     | Andreea Ogrăzeanu                                                               | 11"41     |
| 200 m                    | Kimberly Hyacinthe                                                             | 22"78     | Hanna-Maari Latvala                                                                          | 22"98     | Andreea Ogrăzeanu                                                               | 23"10     |
| 400 m                    | Ksenija Ustalova                                                               | 50"60     | Alena Tamkova                                                                                | 51"17     | Anastasia Leroy                                                                 | 51"72     |
| 800 m                    | Margarita Mukaševa                                                             | 1'58"96   | Ekaterina Kupina                                                                             | 1'59"57   | Eglė Balčiūnaitė                                                                | 1'59"82   |
| 1500 m                   | Elena Korobkina                                                                | 4'08"13   | Luiza Gega                                                                                   | 4'08"71   | Margherita Magnani                                                              | 4'09"72   |
| 5000 m                   | Roxana Bârcă                                                                   | 15'39"76  | Olga Golovkina                                                                               | 15'43"77  | Ayuko Suzuki                                                                    | 15'51"47  |
| 10000 m                  | Ayuko Suzuki                                                                   | 32'54"17  | Alina Prokop'eva                                                                             | 33'00"93  | Mai Tsuda                                                                       | 33'14"59  |
| 100 m ostacoli           | Vashti Thomas                                                                  | 12"61     | Alina Talaj                                                                                  | 12"78     | Danielle Williams                                                               | 12"84     |
| 400 m ostacoli           | Anna Titimec'                                                                  | 54"64     | Anna Jaroščuk                                                                                | 54"77     | Irina Davydova                                                                  | 54"79     |
| 3000 m siepi             | Gülcan Mıngır                                                                  | 9'45"88   | Chantelle Groenewoud                                                                         | 9'51"17   | Jessica Furlan                                                                  | 9'51"23   |
| Staffetta 4x100 m        | Ucraina Olesja Povch Natalija Pohrebnjak Marija Rjemjen' Viktorija P'jatačenko | 42"77     | Stati Uniti Vashti Thomas Aurieyall Scott Jade Barber Tristie Johnson                        | 43"54     | Polonia Marika Popowicz Weronika Wedler Ewelina Klocek Malgorzata Koldej        | 43"81     |
| Staffetta 4x400 m        | Russia Alena Tamkova Nadežda Kotljarova Ekaterina Ren'žina Ksenija Ustalova    | 3'26"61   | Canada Noelle Montcalm Sarah-Lynn Wells Helen Crofts Alicia Brown                            | 3'32"93   | Sudafrica Sonja van der Merwe Arista Nienaber Justine Palframan Anneri Ebersohn | 3'36"05   |
| 20 km marcia             | Anisja Kirdjapkina                                                             | 1h29'30"  | Irina Jumanova                                                                               | 1h30'41"  | Lina Bikulova                                                                   | 1h32'30"  |
| 20 km marcia a squadre   | Russia Lina Bikulova Anisja Kirdjapkina Vera Sokolova Irina Jumanova           | 4h32'41"  | Cina Yang Mingxia Gao Ni Zhou Tongmei Zhang Xin                                              | 4h49'54"  |                                                                                 |           |
| Mezza maratona           | Mai Tsuda                                                                      | 1h13'12"  | Alina Prokop'eva                                                                             | 1h13'18"  | Yukiko Okuno                                                                    | 1h13'24"  |
| Mezza maratona a squadre | Giappone Ayako Mitsui Yukiko Okuno Hitomi Suzuki Mai Tsuda Yasuka Ueno         | 3h40'41"  | Russia Valentina Galimova Ljudmila Lebedeva Natal'ja Novičkova Alina Prokop'eva Elena Sedova | 3h40'49"  | Cina Zhou Jing Sun Lamei Gong Lihua Mei Ying                                    | 3h57'30"  |
| Salto in alto            | Kamila Stepaniuk                                                               | 1,96 m    | Marija Lasickene                                                                             | 1,96 m    | Anna Iljuštšenko                                                                | 1,94 m    |
| Salto con l'asta         | Anastasija Savčenko                                                            | 4,60 m    | Martina Schultze                                                                             | 4,40 m    | Fanny Smets                                                                     | 4,30 m    |
| Salto in lungo           | Dar'ja Klišina                                                                 | 6,90 m    | Elena Sokolova                                                                               | 6,73 m    | Michelle Weitzel                                                                | 6,56 m    |
| Salto triplo             | Ekaterina Koneva                                                               | 14,82 m   | Anna Jagaciak                                                                                | 14,21 m   | Carmen Cristina Toma                                                            | 14,14 m   |
| Getto del peso           | Irina Tarasova                                                                 | 18,75 m   | Liu Xiangrong                                                                                | 18,58 m   | Natalia Duco                                                                    | 17,96 m   |
| Lancio del disco         | Vera Ganeeva                                                                   | 61,26 m   | Elena Panova                                                                                 | 56,86 m   | Maryke Oberholzer                                                               | 54,09 m   |
| Lancio del martello      | Jeneva McCall                                                                  | 73,75 m   | Oksana Kondrat'eva                                                                           | 72,22 m   | Zalina Marghieva                                                                | 71,10 m   |
| Tiro del giavellotto     | Marija Abakumova                                                               | 65,12 m   | Viktorija Sudaruškina                                                                        | 62,68 m   | Elisabeth Eberl                                                                 | 55,02     |
| Epthatlon                | Laura Ikauniece                                                                | 6321 pt.  | Györgyi Farkas                                                                               | 6269 pt.  | Eliška Klucinová                                                                | 6124 pt.  |

## Medagliere
| Posizione | Paese                   |    |    |    | Totale |
| --------- | ----------------------- | -- | -- | -- | ------ |
| 1         | Russia                  | 22 | 18 | 9  | 49     |
| 2         | Sudafrica               | 5  | 2  | 4  | 11     |
| 3         | Ucraina                 | 4  | 5  | 0  | 9      |
| 4         | Stati Uniti             | 4  | 1  | 0  | 5      |
| 5         | Giappone                | 3  | 4  | 5  | 12     |
| 6         | Polonia                 | 2  | 1  | 2  | 5      |
| 7         | Canada                  | 1  | 3  | 1  | 5      |
| 8         | Slovacchia              | 1  | 2  | 0  | 3      |
| 9         | Brasile                 | 1  | 1  | 0  | 2      |
| 10        | Romania                 | 1  | 0  | 3  | 4      |
| 11        | Kazakistan              | 1  | 0  | 2  | 3      |
| 12        | Belgio                  | 1  | 0  | 1  | 2      |
| 13        | Azerbaigian             | 1  | 0  | 0  | 1      |
| 13        | Botswana                | 1  | 0  | 0  | 1      |
| 13        | Isole Vergini Americane | 1  | 0  | 0  | 1      |
| 13        | Messico                 | 1  | 0  | 0  | 1      |
| 17        | Cina                    | 0  | 2  | 2  | 4      |
| 18        | Giamaica                | 0  | 1  | 3  | 4      |
| 19        | Germania                | 0  | 1  | 2  | 3      |
| 20        | Italia                  | 0  | 1  | 1  | 2      |
| 20        | Lituania                | 0  | 1  | 1  | 2      |
| 22        | Bielorussia             | 0  | 1  | 0  | 1      |
| 22        | Finlandia               | 0  | 1  | 0  | 1      |
| 22        | India                   | 0  | 1  | 0  | 1      |
| 22        | Kenya                   | 0  | 1  | 0  | 1      |
| 22        | Lettonia                | 0  | 1  | 0  | 1      |
| 22        | Senegal                 | 0  | 1  | 0  | 1      |
| 22        | Spagna                  | 0  | 1  | 0  | 1      |
| 29        | Austria                 | 0  | 0  | 2  | 2      |
| 29        | Turchia                 | 0  | 0  | 2  | 2      |
| 31        | Albania                 | 0  | 0  | 1  | 1      |
| 31        | Australia               | 0  | 0  | 1  | 1      |
| 31        | Cile                    | 0  | 0  | 1  | 1      |
| 31        | Costa d'Avorio          | 0  | 0  | 1  | 1      |
| 31        | Estonia                 | 0  | 0  | 1  | 1      |
| 31        | Ungheria                | 0  | 0  | 1  | 1      |
| 31        | Moldavia                | 0  | 0  | 1  | 1      |
| 31        | Nuova Zelanda           | 0  | 0  | 1  | 1      |
| 31        | Portogallo              | 0  | 0  | 1  | 1      |
| Totale    | Totale                  | 50 | 50 | 49 | 149    |